# Monbardon
Monbardon (Gascons: Montbardon) is een plaats en voormalige gemeente in het Franse departement Gers in de regio Occitanie en telt 93 inwoners (2009). De plaats maakt deel uit van het kanton Masseube in het arrondissement Mirande.

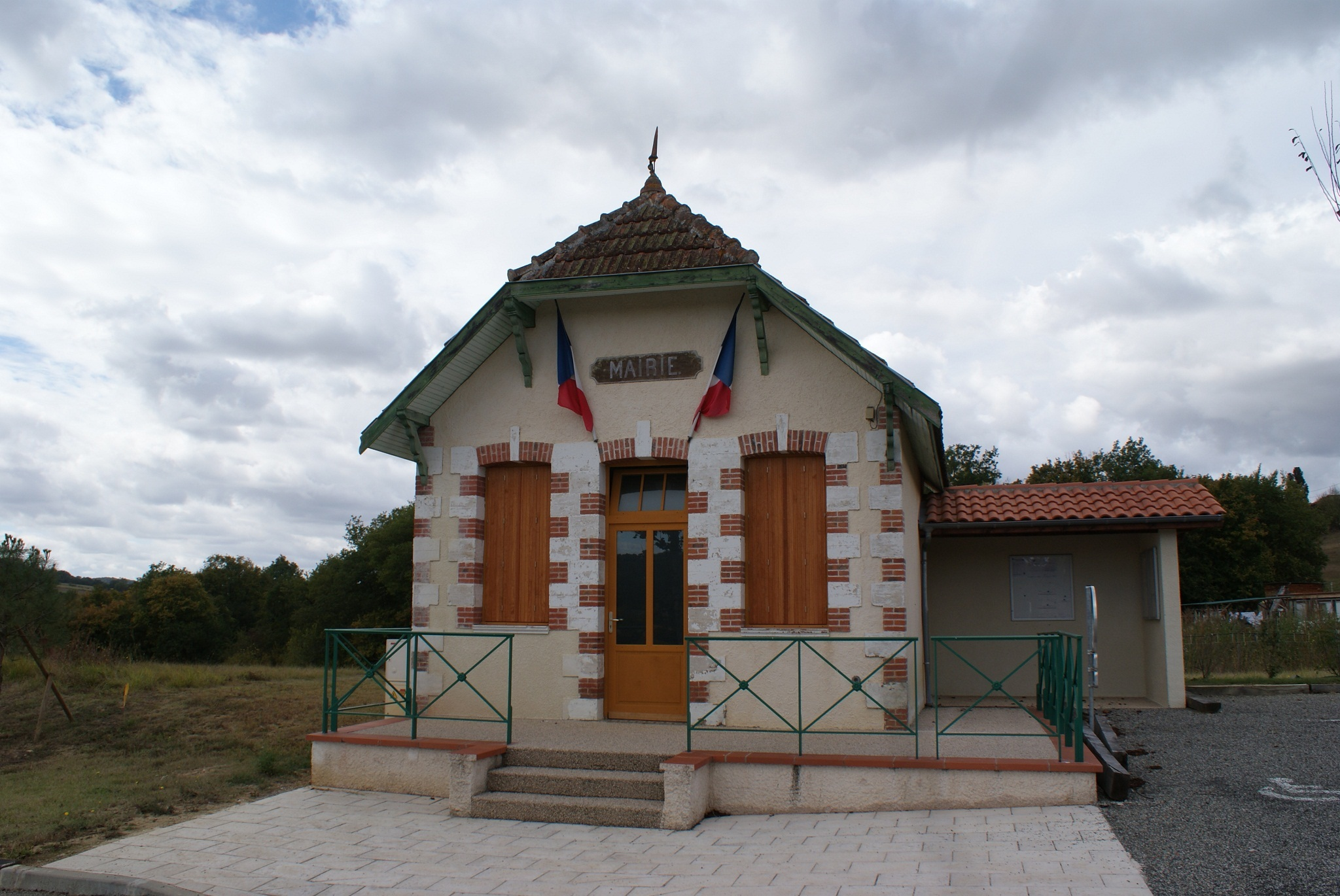
Het gemeentehuis.

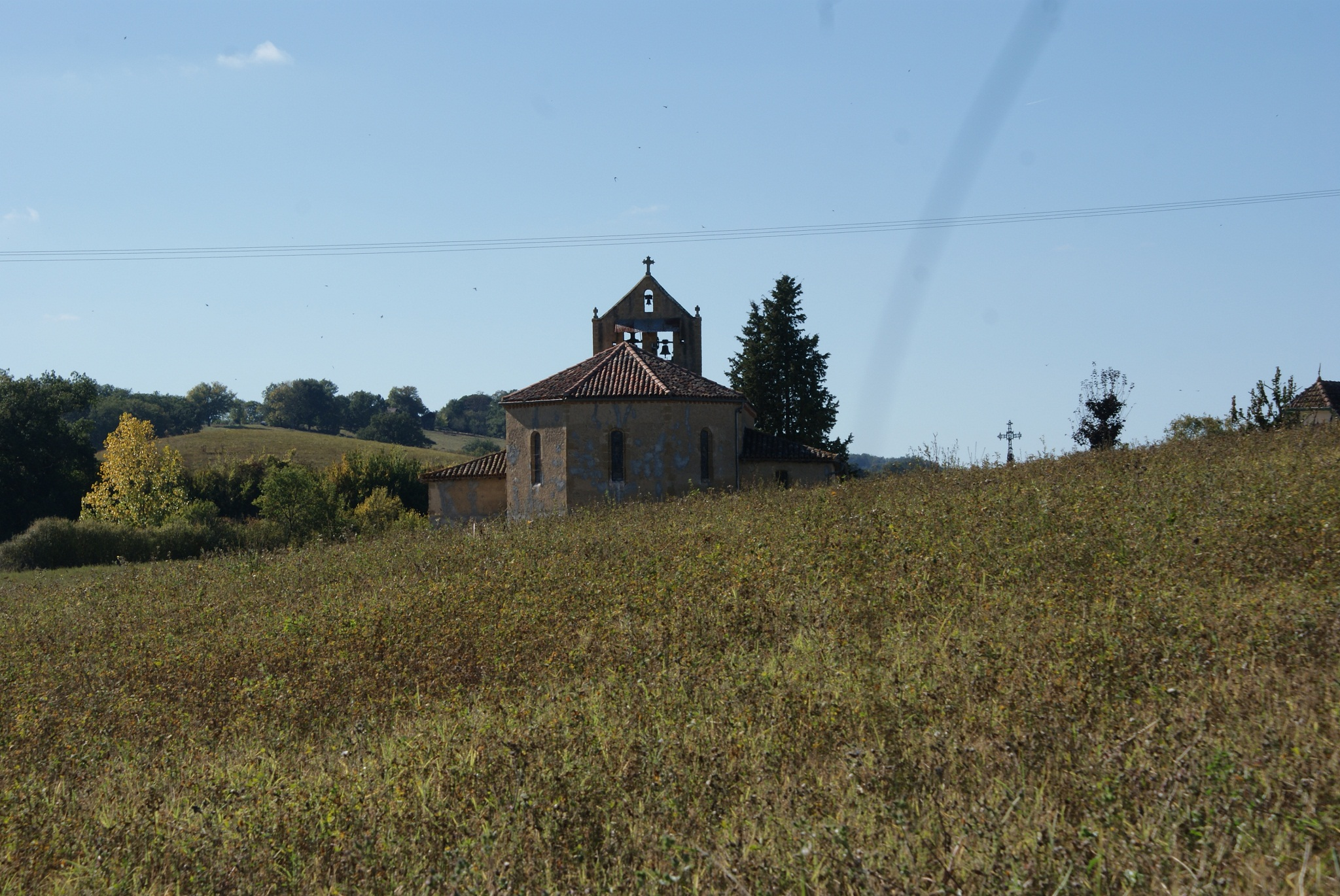
De kerk.

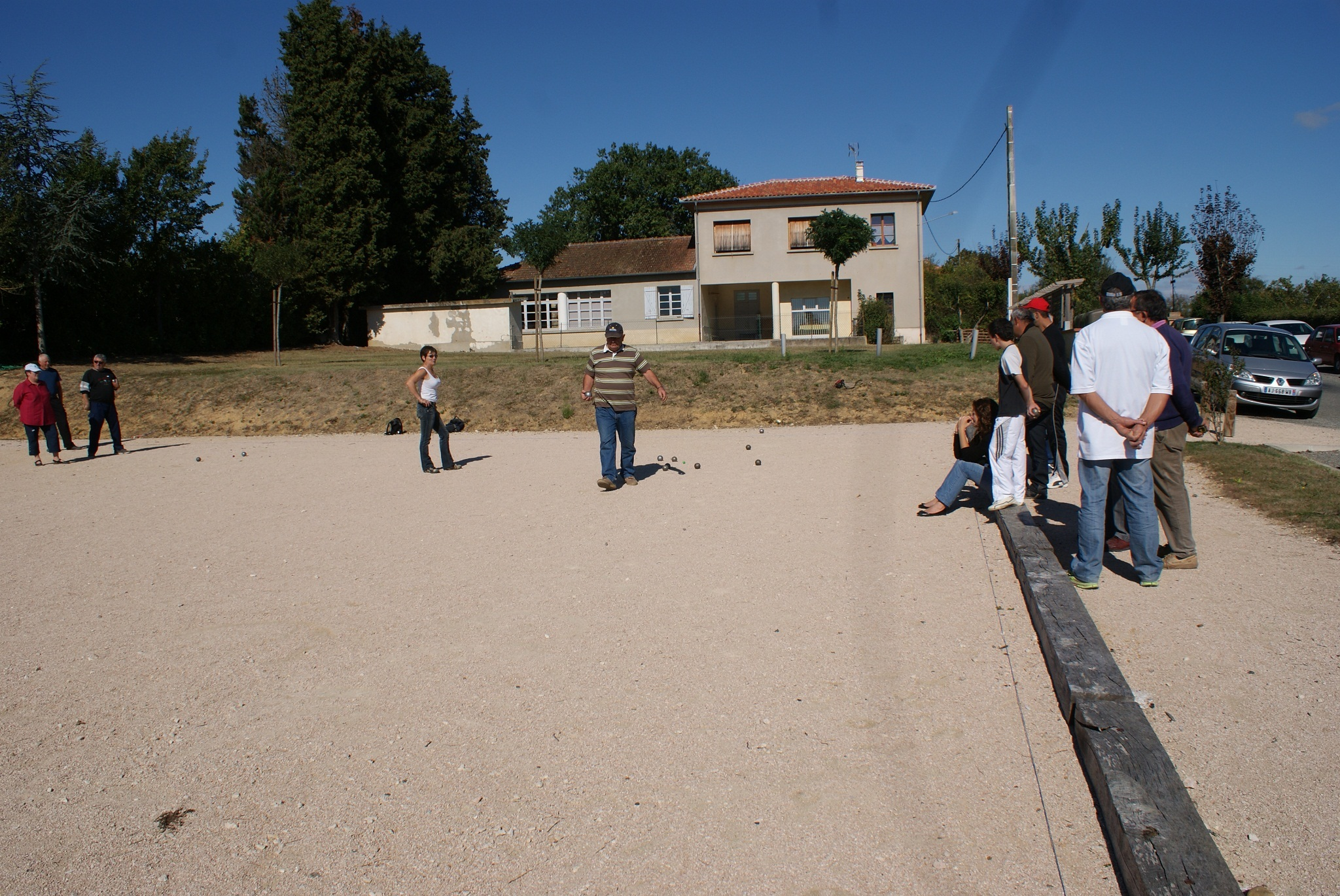
De jeu de boule baan voor de school.

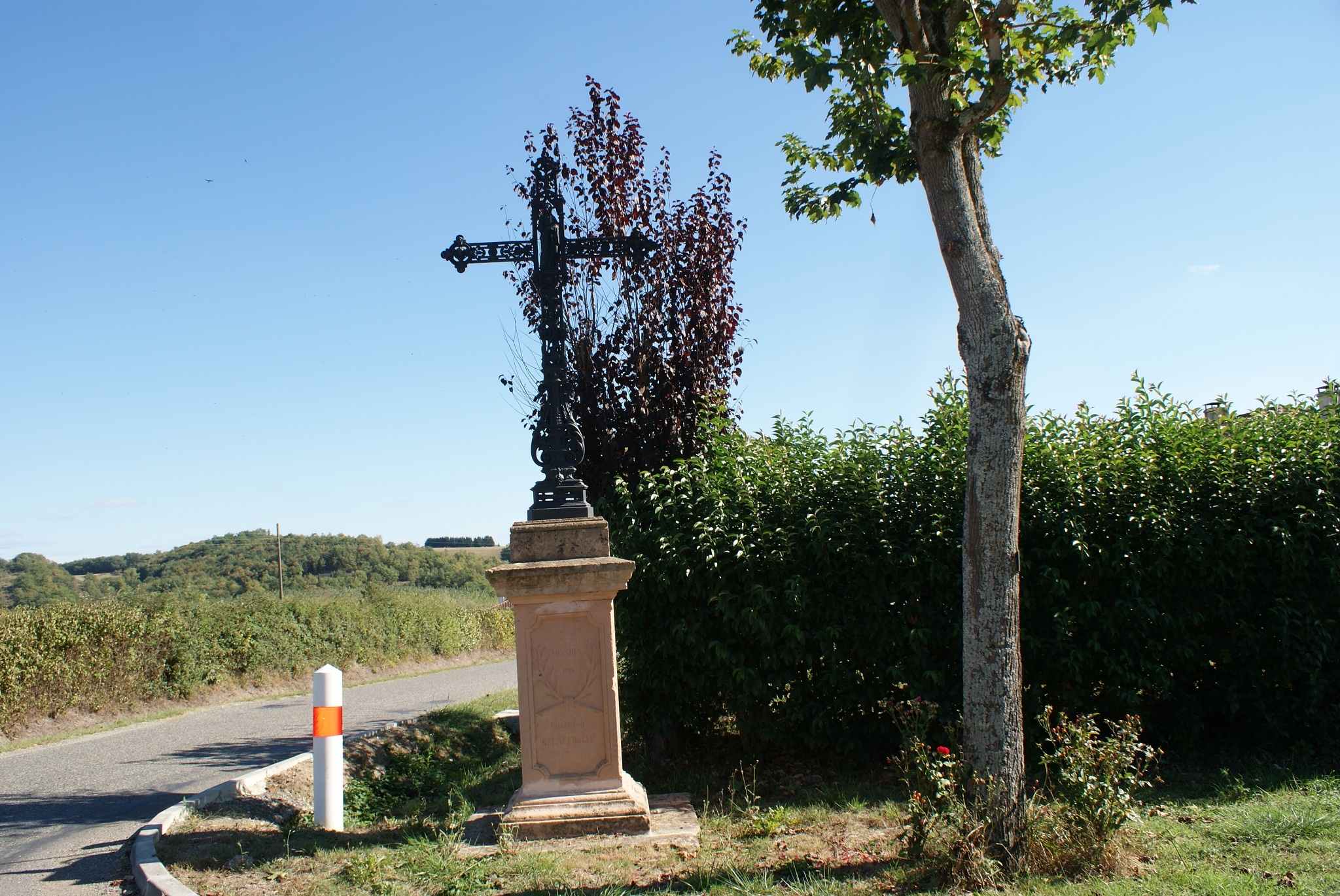
Het gietijzeren kruis.

## Geschiedenis

### De naam
De naam Monbardon komt waarschijnlijk van het Germaanse Bardo en het achtervoegsel onem. Zo ontstaat: het eigendom van Bardo. Het voorvoegsel Mon(t) (berg) maakt van het geheel Monbardon als: de berg van Bardo.

### De kastelen
In Monbardon stond al in de XIe eeuw op de heuvel Castets een kasteel. Daar omheen ontstond het dorp als een castelnau. Het kasteel is in de 15e eeuw verdwenen. De titel van de kasteelheer was burggraaf. De heren van Monbardon werden toentertijd in Berdoues en Simorre regelmatig in aktes genoemd. Monbardon viel onder de heerlijkheid Villefranche en het graafschap Astarac. In of voor 1528 werd het huidige kasteel Castelpers ten noorden van het dorp gebouwd door Blaise de Monluc. Het jaartal staat nog in het kasteel. In het kasteel werd een Mariakapel gebouwd. Deze is in 1800 verdwenen. De familie Castelpers is tot 1936 eigenaar van het kasteel gebleven. Vanaf 1946 is er een joods opleidingscentrum voor het werken in kibboetsen in het kasteel gevestigd geweest. Sinds 1959 woonde er een niet adellijke familie in het kasteel. Tegenwoordig laat men het kasteel vervallen.

### Gemeentefusie
Op 1 januari 2025 fuseerden Cabas-Loumassès, Monbardon, Saint-Blancard en Sarcos tot de commune nouvelle Cap d'Astarac.

## Het huidige dorp
Monbardon is gelegen op de linkerflank van het dal van de Gimone. De D171 gaat door het dorp. In het oosten loopt de D12 door de gemeente. Er is een kerk met een klokkenmuur en twee gebrandschilderde ramen. Deze St. Magdalena kerk werd in 1730 gebouwd. Aanvankelijk heeft er op een andere locatie een eerdere kerk in Monbardon gestaan. Het gemeentehuis is tegenover de kerk. Tegenover het gemeentehuis staat een monument voor de gevallenen. Het dorp heeft sinds 1854 een school. Deze stond toen bij de kerk en het gemeentehuis. Nu is de school bij de D171. Bij de huidige school staat een gietijzeren kruis met figuren. Elders in het dorp is nog een kruis voor de missie van 1876 met daarop de naam G.Lafforgue. Tegenover de school is een feestzaal. Bij de feestzaal is ook een buiten podium. Monbardon heeft een jeu de boule complex met veertien banen. Aan de D51 was vroeger een watermolen (fr moulin à eau) met meerdere groepen maalstenen. Nu is daar nog steeds een industriële graanmolen. De commune Monbardon is lid van Les Hautes Vallées. Het dorp valt onder de VVV (fr. l'office de tourisme) van Masseube.

## De nabije omgeving
De onderstaande figuur toont de Monbardon omringende communes.

## Geografie
De oppervlakte van Monbardon bedraagt 6,5 km², de bevolkingsdichtheid is dus 14,3 inwoners per km². Auch is op 39 km.
De onderstaande kaart toont de ligging van Monbardon met de belangrijkste infrastructuur en aangrenzende gemeenten.

## Demografie
Onderstaande figuur toont het verloop van het inwonertal  (bron: INSEE-tellingen).
Cabas · Loumassès · Monbardon · Saint-Blancard · Sarcos